# Doroteu (historiador)
Doroteu (Dorotheus, Δωρόθεος) fou un historiador grec que va escriure una obra sobre la vida d'Alexandre el Gran que és esmentada per Ateneu sense indicar si és la mateixa persona que va escriure altres obres atribuïdes genèricament a un Doroteu: Una història de Sicília (Σικελικά) preservada per Estobeu, una història d'Itàlia (Ἰταλικά) esmentada per Plutarc, Πανδέκτης, esmentada per Climent d'Alexandria, i Μεταμορφώσεις, esmentada per Plutarc.